# Fila (drottning)
Fila, död 287 f.Kr, var en drottning av Makedonien, gift med Demetrios I Poliorketes.

## Biografi
Fila var dotter till kungariket Makedoniens ställföreträdande regent Antipater. 
År 332 f.Kr. gifte hennes far bort henne med Balacrus, satrap av Kilikien och Kappadokien. 
År 322 gav fadern henne som hustru till generalen Krateros, som avled året därpå. Hon hade en son med honom. Fila gifte sig därefter med den betydligt yngre Demetrios I Poliorketes. 
Demetrios I, som tillsammans med sin far försökte ena Alexander den stores imperium från sin maktbas i Anatolien, erövrade tronen i Makedonien och var kung där 294–288. Förhållandet mellan Fila och Demetrios I beskrivs som mycket gott: Fila tycks ha haft goda känslor för honom trots att han tog sig bihustrur och konkubiner, medan Demetrios under hela hennes liv behandlade henne med stor hänsyn och respekt, och lät henne fungera som sin politiska rådgivare. Paret fick två barn. 
Fila var aktiv som diplomat och ingrep ofta i politiken till förmån för freden och de förtryckta under den mycket politiska instabil tid som utgjordes av diadokernas inbördes strider. Hennes omdöme och diplomatiska förmåga var internationellt respekterad av samtiden och hon uppfattades som ett ideal av sin samtid. 
Efter Slaget vid Ipsos 301 f.Kr. gav Demetrios henne i uppdrag att förhandla om freden med sin bror Kassandros. Fila föredrog för det mesta att bo på Cypern. Där blev hon år 295 belägrad i Salamis av Ptolemaios I av Egypten. Hon tvingades till slut att kapitulera, men behandlades med respekt och tilläts avresa med sina barn till Demetrios, som vid samma tid hade tagit makten i Makedonien. 
I Makedonien, där Fila i egenskap av dotter till Antipatros hade stor respekt – även hennes far ska ha bett henne om politiska råd då han var regent där – kunde hon göra mycket för att skapa lojalitet för makens styre. 
Fila begick självmord sedan Demetrios år 287 hade avsatts i ett uppror.